# Medalla del Servei al Iang-Tsé
La Medalla del Servei al Iang-Tsé  (anglès: Yangtze Service Medal) és una condecoració militar dels Estats Units que va ser creada el 1930 per a la seva presentació als membres de la Marina i del Cos de Marines dels Estats Units (i, en menor mesura, als membres de l'exèrcit dels Estats Units).
Es lluïa entre la Medalla de la Segona Campanya de Nicaragua i la Medalla del Servei a la Xina. No es va establir cap fermall per a ella.
La medalla del servei de Yangtze es va declarar obsoleta el 1940 quan va ser substituïda per la medalla del servei a la Xina.
El dissenyador de la Medalla del Servei de Yangtze és John R. Sinnock de la Casa de la Moneda de Filadèlfia. Sinnock va ser el vuitè gravador en cap de la Casa de la Moneda dels Estats Units de 1925 a 1947.

## Criteris de concessió
La Medalla del Servei de Yangtze s'atorga pel servei a la vall del riu Yangtze entre el 3 de setembre de 1926 i el 21 d'octubre de 1927; o entre l'1 de març de 1930 i el 31 de desembre de 1932, un període d'importants disturbis a la regió.
La condecoració també es pot atorgar als membres del servei militar que van servir permanentment a Xangai, sempre que aquest servei estigués en suport directe de les operacions de desembarcament a la vall del riu Yangtze (per exemple, l'incident de Nanquíng de 1927 ).

## Disseny
- Anvers: Al centre d'un medalló de bronze d'1¼ de polzada de diàmetre (3,175 cm), apareix un jonc xinés a mitja vela en aigües una mica picades. Sobre el jonc hi ha la inscripció YANGTZE SERVICE  (Servei al Iang-Tsé). El jonc és simbòlic de la zona d'operacions; i les aigües picades al·ludeixen a les turbulències trobades pel personal estatunidenc.
- Revers: Al centre apareix un àliga sobre un àncora mirant a l'esquerra. L'àliga és coronada de llorer, i les banques s'estenen en ambdues direccions. Sobre l'àliga hi ha la inscripció UNITED STATES NAVY (o UNITED STATES MARINE COPRS). Sobre la corona de llorer, a l'esquerra hi ha inscrit "FOR" (PEL) i a la dreta "SERVICE" (SERVEI)
- Cinta: La cinta de la medalla consisteix en un camp blau marí. Als costats hi ha barres d'igual amplada en or i vermell. Els colors representen els colors de la Marina i el Cos de Marines (blau i or per la Marina; escarlata i blau pel Cos de Marines).[1]